# Marketerie

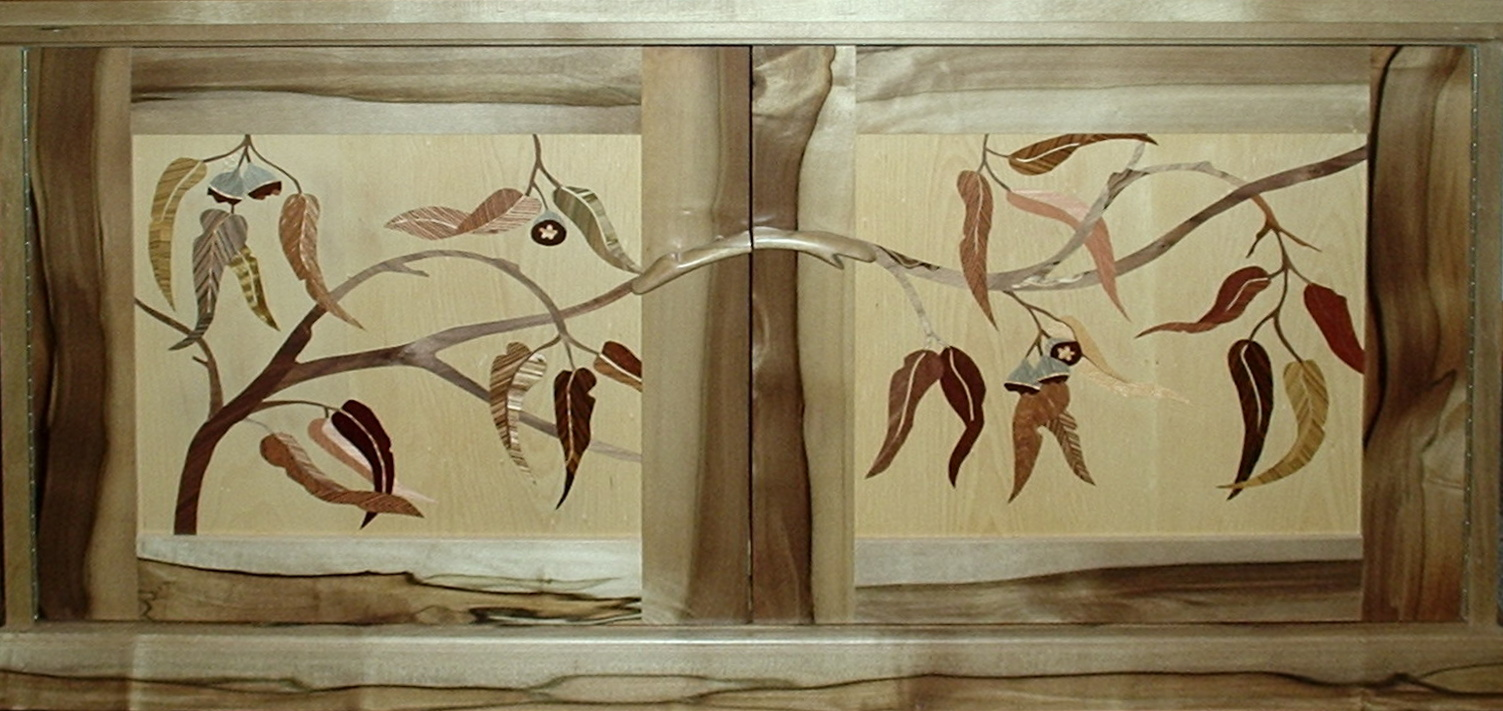
Marketerie-Arbeit aus Tasmanien, 20. Jh.

Marketerien sind, wie auch Intarsien, Einlegearbeiten aus Holz oder anderen Materialien. Wenn auch der Begriff Intarsie geläufiger ist, so darf man die beiden Begriffe dennoch nicht verwechseln:
Während bei der Intarsientechnik dünne Materialplättchen in Vollholz eingearbeitet werden, fügt der Kunsthandwerker bei Marketerien ausschließlich dünne Materialien, meist Furniere, zusammen.

## Geschichte

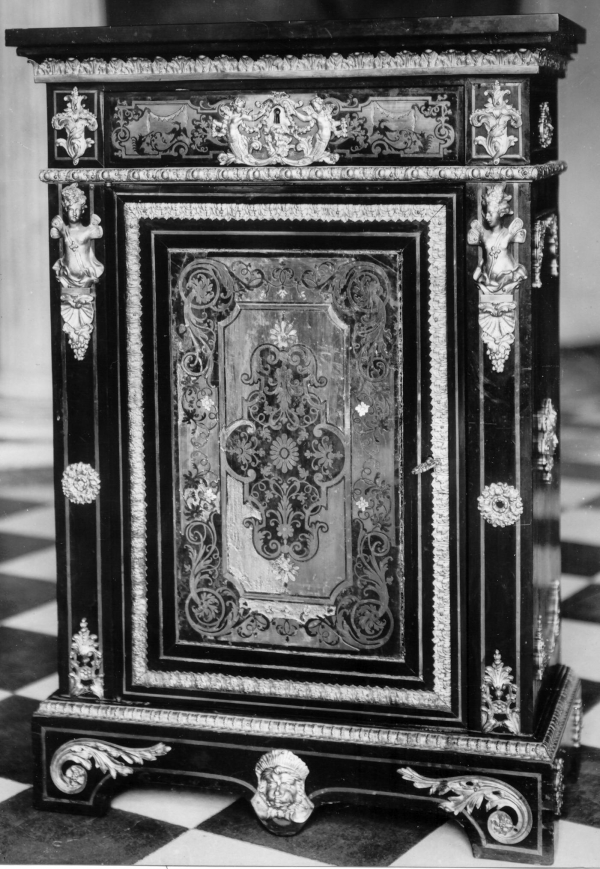
Kabinettschrank, Boulle-Marketerie, 18. Jh.

Mit Marketerien, ursprünglich die französische Bedeutung für Intarsien, wurden schon vor Jahrhunderten kostbare Möbel oder Wandverkleidungen verziert. Erste Beispiele gibt es aus dem 15. Jahrhundert in Italien. 
Für die im 17. Jahrhundert weiter entwickelte und beliebte Technik wurden oft teure, exotische Hölzer verwendet. Im Unterschied zur Intarsie wird die Marketerie im Ganzen vorgefertigt und auf dem preiswerten Blindholz aufgeleimt. Es handelt sich daher nicht wie bei der Intarsie um eine Einlegearbeit aus Hölzern, Schildpatt, Metall oder Ähnlichem, sondern um eine Furniertechnik.   
Parketerie (=Tarsia Geometrica) ist die älteste und technisch einfachste der dekorativen Furniertechniken, dabei werden geometrisch gleiche Stücke kontrastierenden Furniers in Form eines Mosaikes verarbeitet. 
Boulle Marketerie, Tarsia a Incastro, später benannt nach  André-Charles Boulle (1642–1732), ist eine Weiterentwicklung, die mit der Einführung des „Laubsägeblattes“ an Bedeutung gewann. Generell ist dabei zwischen zwei Gestaltungstechniken zu unterscheiden, der Marketerie der contre-partie und der première-partie.
Die damals herstellbaren, etwa 3 mm dicken Furniere eigneten sich hervorragend zur Anfertigung von Marketerien und Intarsien, die in Sägetechnik (eine Art Laubsägearbeit) geschnitten wurden.
Im 17. und 18. Jahrhundert erreichte diese Handwerkskunst in den Epochen des Barock und Rokoko ein besonders hohes Niveau.
Heutzutage werden exotische Hölzer in vielen Arten und Farben importiert und zu sehr dünnen Furnieren (bis etwa 1 mm Dicke) verarbeitet, aus denen dann Marketerien sowohl mit einem Messer als auch mit einer Laubsäge geschnitten werden können.

## Technik

Marketerie des Kaiser-Wilhelm-Denkmals an der Porta Westfalica

Meist wird heute die Messertechnik angewendet.
Marketeriearbeiten beginnen immer mit dem oft sehr aufwendigen Entwurf eines Motives, der auf die Arten, Farben und Strukturen der verfügbaren Furniere auszurichten ist. Der Handwerker benötigt dazu einen großen Vorrat möglichst farbiger und verschieden gemaserter Furnierblätter. Er verarbeitet sowohl Furniere aus schlicht gewachsenen Hölzern als auch solche mit ausgeprägter Maserung, wie sie z. B. aus den Wurzelbereichen eines Baumstammes geschnitten werden können.
Die Motive lassen sich nach der Zeichnung direkt mit dem Messer schneiden, wobei man Farbe und Maserung einander individuell zuordnen kann. Dabei werden die neu geschnittenen Einzelteile immer gleich zusammengesetzt und mit speziellem Klebeband, dem sogenannten Fugenband, fixiert. Auf der Rückseite ist in diesem Stadium das Bild schon seitenverkehrt zu erkennen. Kleine Fehler können jetzt noch korrigiert werden. Sodann wird die Marketerie auf eine entsprechend vorbereitete Trägerplatte, z. B. Spanplatte, Tischlerplatte oder Sperrholz, mit der Klebestreifenseite nach oben aufgeleimt.
Nach dem Aushärten des Leimes werden die Klebestreifen abgeschliffen. Dazu ist ein gewisses Fingerspitzengefühl notwendig, damit die dünne Furnierschicht nicht durchgeschliffen wird.
Zum Abschluss erhalten die sorgfältig und fein geschliffenen Flächen noch eine Oberflächenbehandlung, welche die Farben und Strukturen der Hölzer belebt. Der Fachmann nennt das „anfeuern“. Dazu eignet sich besonders das Polieren mit Schellack-Politur, einer Lösung aus Schellack und hochprozentigem Spiritus.

## Beispiele
- Marketerietafeln von Januarius Zick und David Roentgen